# 边境风云
《边境风云》（英語：Lethal Hostage），原名《边境》，是一部2012年上映的中国大陆犯罪片。该片由程耳执导，著名导演宁浩担当监制，并由孙红雷、王珞丹、倪大红、张默、杨坤领衔主演。
全片分为“狗、往事、女儿、往事”四个相互独立又彼此关联的章节，讲述了身为云南边境地区毒贩的男主人公在一次失败的行动中绑架了一名小女孩，不久逃入缅甸避祸，并在女孩长大后娶其为妻，面对警察的追捕、女孩父亲的怨恨和敌友难辨的黑帮杀手，本欲金盆洗手的他仍坚持要完成最后一笔交易。
本片于2011年3月15日在云南瑞丽开机，5月中旬转战北京取景拍摄，同年7月31日杀青关机，在云南拍摄期间女主角王珞丹曾遭遇车祸受伤。

## 剧情
中华人民共和国和缅甸两国边境地区一直以来，毒品为患，仿佛痼疾。20年前，毒贩劫持了女孩小安为人质，并且带大了她，日久生情，两人相恋，结为夫妻。
金盆洗手毒贩和妻子小安东躲西藏，只为躲避警察的追捕、黑帮的暗杀和小安父亲的寻找，他们试图成功走出过去，找到自己的幸福。

## 演出
| 演员   | 角色       | 备注 |
| 孙红雷 | 毒贩       |      |
| 王珞丹 | 小安       |      |
| 张默   | 警察       |      |
| 倪大红 | 小安父亲   | 牙醫 |
| 杨坤   | 黑帮       |      |
| 高叶   | 警察的妹妹 |      |

## 曲目
- 片尾曲：《最后的晚餐》，王韵壹（作词：程耳、作曲：陈伟伦、编曲：曾宇、张毅）
- 片中曲：《忧伤的老板》，词曲：左小祖咒

## 票房
影片上映后的首周三天票房为1100万元，至9月16日累计3009万元。
| 獎項                   | 類別                                          | 名字              | 結果 |
| ---------------------- | --------------------------------------------- | ----------------- | ---- |
| 第20届北京大学生电影节 | 最佳编剧奖                                    |                   | 獲獎 |
| 第13届华语电影传媒大奖 | 最佳電影                                      | 《边境风云》      | 獲獎 |
| 第13届华语电影传媒大奖 | 最佳導演                                      | 程耳              | 提名 |
| 第13届华语电影传媒大奖 | 最佳編劇                                      | 程耳              | 提名 |
| 第13届华语电影传媒大奖 | 最佳新導演                                    | 程耳              | 獲獎 |
| 第13届华语电影传媒大奖 | 观众票选最受瞩目男演员                        | 张默              | 提名 |
| 第15届中国电影华表奖   | 优秀青年电影创作奖                            | 《边境风云》      | 獲獎 |
| 第15届中国电影华表奖   | 优秀青年剧作                                  | 程耳—《边境风云》 | 獲獎 |
| 2012年亚太电影大奖     | High Commendation in Achievement in Directing | 程耳              | 獲獎 |
| 2012年亚太电影大奖     | 最佳導演                                      | 程耳              | 提名 |
| 2012年亚太电影大奖     | 最佳編劇                                      | 程耳              | 提名 |

## 相關
- 斯德哥爾摩症候群